# Flipism

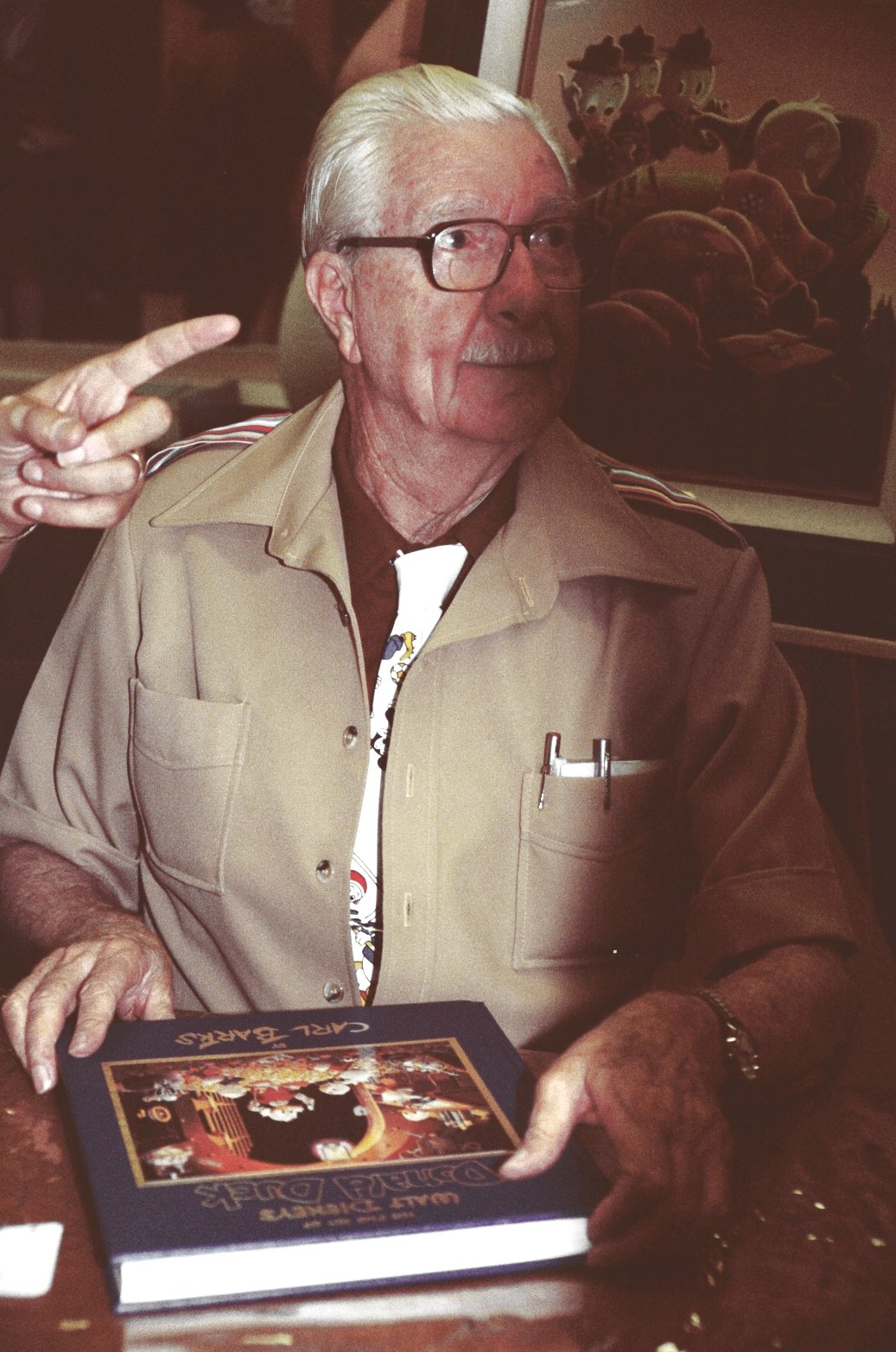
Carl Barks, flipismens urfader, vid en boksignering med en Kalle Anka-bok i händerna.

Flipism alternativt Flippism, är en filosofisk inriktning ursprungligen härstammad ur Carl Barks Kalle Anka-serie med namnet Krona eller klave (Flip Decision) 1953, som avser att alla livets beslut ska avgöras genom att singla slant. Det behöver dock inte vara specifikt genom slantsingling, utan andra metoder är också tillämpbara. I beslutsfattande kan flipism vara ett sätt att få fram vad exempelvis konsumenter eller beslutsfattarna själva önskar, detta genom att beslutet som slantsinglingen för med sig löser upp psykologiska blockeringar. Det kan även vara ett sätt att spara pengar och resurser på när kostnaden för informationsinhämtning är för hög i relation till den potentiella förtjänsten av informationen.

## I samhället
I det amerikanska politiska systemet förekommer flipistiska principer vid val som är oavgjorda. Exempelvis i delstaten Virginia avgjordes valet 2018 mellan David Yancey och Shelly Simonds genom lottdragning då bägge kandidater uppgavs ha fått 11 607 röster vardera. Inom idrott är flipism vanligt förekommande. I början av fotbollsmatcher låter man exempelvis singla slant för att bestämma vilket lag som i sin tur får bestämma vilket mål laget vill attackera.

## I populärkultur
- I ett avsnitt av tv-serien House of Cards berättar figuren Frank Underwood i en monolog om flipism.[6]
- Two-Face i serietidningen Batman använder sig av flipism i sitt beslutsfattande.[7]